# 플레이릭스
플레이릭스(영어: Playrix)는 아일랜드 더블린에 본사가 있는 부분 유료화 모바일 게임 회사이다.
플레이릭스(Playrix)는 2021년에 80억 달러로 평가받았다. 2023년 기준으로 플레이릭스는 수익 기준 전 세계에서 세 번째로 큰 모바일 게임 개발사였다.

## 역사

### 플레이릭스 설립
회사가 설립되기 전에, 이고르(Igor)와 드미트리(Dmitry) 부흐만(Bukhman) 형제는 학생이던 시절 함께 여러 가지 간단한 컴퓨터 게임을 개발했다. 그들의 첫 번째 게임은 Xonix라는 이름으로, 형제들은 펜티엄 100 프로세서가 장착된 컴퓨터에서 개발했다. 이 게임은 한 달 간의 개발 기간을 거쳐 2001년에 출시되었다. 같은 해 후반에 그들은 Xonix와 유사한 게임인 Discovera를 출시했다. 형제들은 이 게임의 가격을 15달러로 설정하고 200개의 앱 카탈로그에 업로드했다. 이 게임은 첫 달에 60달러의 수익을 올렸다. 6개월 후, 부흐만 형제는 두 번째 게임을 출시했고, 이 게임 덕분에 월 수익이 200달러로 증가하여 두 번째 컴퓨터를 구입할 수 있었다. 그들은 그로부터 6개월 후 또 다른 게임을 출시하고 프로그래머들로부터 구매한 스크린세이버를 판매하기 시작했다.
2004년까지 이고르와 드미트리 부흐만 형제는 세 개의 게임과 30개의 스크린세이버를 출시하여 처음으로 월 수익이 10,000달러에 도달했다. 그들은 공식적으로 플레이릭스(Playrix)를 설립하고 볼로그다에 사무실을 임대하며 10명의 직원을 고용했다. 초기에는 주로 가정용 컴퓨터를 위한 간단한 퍼즐 게임을 설계했다. 2007년 말까지 회사는 약 15개의 캐주얼 게임과 첫 번째 PC 게임을 출시하여 월 수익 300,000달러에 도달했다.

### 모바일 게임을 통한 기업 성장
2009년, 플레이릭스(Playrix)는 PC 게임을 계속 개발하면서 모바일폰용 무료 게임 개발에 관심을 가지게 되었다. 2009년에 모스크바와 브란스크에 스튜디오를 두고 있는 모바일 게임 개발사인 퍼펙트 플레이 스튜디오(Perfect Play Studio)는 웹게임스(WebGames)라는 이름으로 설립되었고, 2010년에 시장에 진입했다. 이후 2020년에 이름을 퍼펙트 플레이로 변경하였으며, 플레이릭스의 일부이다.
2012년, 플레이릭스는 페이스북에서 첫 번째 게임인 타운십(Township)을 출시했다. 이 게임은 350,000명의 일일 활성 사용자와 함께 페이스북에서 가장 수익성이 높은 50개 게임 중 하나가 되었다. 1년 후, 타운십은 회사의 첫 번째 iOS 게임이 되었고, 이후 안드로이드에서도 출시되었다. 다음 7년 동안 이 게임은 약 2억 5천만 번 다운로드되었다.
2013년 4월, 플레이릭스는 본사를 더블린으로 이전했다. 회사는 2015년에 원격 근무를 시작했으며, 2016년까지 본사에서 근무하는 직원보다 원격 근무하는 직원이 더 많아졌다.
2015년 4월 말, 회사는 두 번째 무료 모바일 게임인 피시돔: 딥 다이브(Fishdom: Deep Dive)의 출시를 발표했다. 이후 플레이릭스는 꿈의 정원(Gardenscapes, 2016)와 꿈의 집(Homescapes, 2017)를 출시했다. 전자는 2019년 말까지 회사에 15억 달러의 수익을 가져왔다. 이후 회사는 와일드스케이프(Wildscapes, 2019)와 매너 매터스(Manor Matters, 2019)라는 두 개의 게임을 추가로 출시했다.
앱 애니(App Annie)에 따르면, 2016년 9월, 회사는 CIS 및 발트 국가 지역에서 가장 높은 수익을 올리는 모바일 게임 개발사가 되었고, 유럽에서 두 번째로 높은 수익을 올리며, 전 세계에서 가장 큰 모바일 게임 개발사 20위 안에 들어갔다. 2017년 8월, 회사는 구글 플레이와 앱 스토어에서의 수익을 기준으로 유럽의 주요 모바일 게임 퍼블리셔가 되었다.

### 인수 및 신규 개발
2018년 초, 부흐만(Bukhman) 형제는 회사를 매각하는 것을 고려했지만, 결국 다른 비디오 게임 회사에 투자하기로 결정했다. 2018년, 플레이릭스(Playrix)는 유럽에서 가장 큰 비디오 게임 개발사 중 하나인 넥스터스(Nexters)의 43% 지분을 인수했다. 2018년 플레이릭스는 iOS와 안드로이드에서 전 세계 9위의 수익을 올리는 게임 퍼블리셔가 되었다.
2019년, 플레이릭스는 약 17억 달러의 수익을 올렸다. 약 1억 달러는 유럽 게임 스튜디오의 주식 구매에 사용되었다. 2019년 8월, 플레이릭스는 벨라루스 회사인 비저 게임즈(Vizor Games)에 투자했다. 같은 해 10월에는 우크라이나 회사인 자그라바 게임즈(Zagrava Games)를 인수하고, 러시아 게임 개발사 알라와르 게임즈(Alawar Games)를 회사에 통합했다. 그해 12월에는 세르비아 회사인 에이픽스 엔터테인먼트(Eipix Entertainment)를 인수했다.
2020년 5월, 플레이릭스는 아르메니아 스튜디오인 플렉소닉(Plexonic)을 인수했으며, 6월에는 크로아티아 스튜디오인 카테이아 게임즈(Cateia Games)를 인수했다. 이러한 인수에 대한 집중으로 인해 회사는 빠른 속도로 성장했다. 2020년 기준으로 플레이릭스에는 전 세계 25개 사무소에서 2,500명 이상의 직원이 근무하고 있었다. 2021년 3월에는 우크라이나 스튜디오인 불라트 게임즈(Boolat Games)를 인수했다.
2022년에는 러시아와 벨라루스 시장에서 철수하겠다고 발표하고 이후 러시아 지사를 폐쇄했다. 해당 국가의 직원들은 다른 지역으로 재배치되었다.

## 회사 구조
플레이릭스(Playrix)는 아일랜드 더블린에 본사를 두고 있으며, 이고르(Igor)와 드미트리(Dmitry) 부흐만(Bukhman)이 소유하고 관리하고 있다. 2023 회계 연도에 플레이릭스는 약 18억 3천만 달러의 수익을 올렸다. 가장 큰 판매 시장은 미국, 중국, 일본이다.
Playrix는 전 세계에 3000 명 이상의 직원을 고용하고 있으며 아일랜드, 세르비아, 키프로스, 아르메니아, 카자흐스탄, 우크라이나에 지사를 두고 있다.

## 재정
2020년 COVID-19 팬데믹 동안, 플레이릭스(Playrix)는 다운로드와 수익이 증가했다고 보고했다. 팬데믹에 대응하여, 2020년 4월, 플레이릭스는 2,100명의 직원 각각에게 650달러의 일회성 추가 지급금을 지급하여 재정적 지원을 도왔다.
2020년, 앱 애니(App Annie)에 따르면, 꿈의 정원(Gardenscapes)와 피시돔(Fishdom)은 각각 1억 9천만 번과 1억 2천만 번 다운로드되었다. 그 결과, 플레이릭스의 다운로드 및 인게임 구매 수익은 단 8개월 만에 17억 5천만 달러로 증가했다. 광고로 인한 수익은 회사 총 수익의 3%에 불과했다. 월간 활성 플레이어 수는 1억 8천만 명으로 증가했다. 2021년 기준으로 회사의 가치는 80억 달러에 달했다. 플레이릭스는 수익 기준으로 세계에서 네 번째로 큰 모바일 게임 개발사로, 2021년에 27억 달러를 벌어들였다.
2019년 4월, 이고르(Igor)와 드미트리(Dmitry) 부흐만(Bukhman) 형제는 블룸버그 억만장자 지수에 처음으로 등장했다. 그들의 순자산은 각각 14억 달러였다. 블룸버그 억만장자 지수에 따르면, 2020년 9월 기준으로 각 형제의 지분 가치는 39억 달러였다. 2024년, 선데이 타임스(The Sunday Times)는 그들의 총 순자산이 166억 6천만 달러라고 보도했다.

## 게임 목록

### 현재 게임
| 연도 | 제목                    | Microsoft Store | macOS  | Android | iOS | Facebook Platform | Amazon | Samsung Galaxy Store | BlackBerry World |
| ---- | ----------------------- | --------------- | ------ | ------- | --- | ----------------- | ------ | -------------------- | ---------------- |
| 2012 | Township                | 예              | 예     | 예      | 예  | 예                | 예     | 예                   | 아니요           |
| 2016 | Fishdom                 | 예              | 예     | 예      | 예  | 예                | 예     | 예                   | 아니요           |
| 2016 | Gardenscapes: New Acres | 예              | 예     | 예      | 예  | 예                | 예     | 예                   | 예               |
| 2017 | Homescapes              | 예              | 예     | 예      | 예  | 예                | 예     | 예                   | 예               |
| 2019 | Wildscapes              | 예              | 예     | 예      | 예  | 아니요            | 아니요 | 아니요               | 아니요           |
| 2019 | Manor Matters           | 예              | 아니요 | 예      | 예  | 아니요            | 아니요 | 아니요               | 아니요           |
| 2023 | Mystery Matters         | 아니요          | 아니요 | 예      | 예  | 아니요            | 아니요 | 아니요               | 아니요           |
| 2024 | Fishdom: Solitaire      | 아니요          | 아니요 | 예      | 예  | 아니요            | 예     | 아니요               | 아니요           |

### 이전 게임
- 4 Elements
- 4 Elements II
- Around the World in 80 Days
- Atlantis Quest
- Rise of Atlantis
- Call of Atlantis
- The Path of Hercules
- Call of the Ages
- Royal Envoy
- Royal Envoy 2
- Royal Envoy 3
- Royal Envoy: Campaign for the Crown
- Brickshooter Egypt
- Around the World in 80 Days
- Fishdom
- Fishdom H2O: Hidden Odyssey
- Fishdom 2
- Fishdom: Spooky Splash
- Fishdom: Harvest Splash
- Fishdom: Frosty Splash
- Fishdom 3
- Aquascapes
- Fishdom: The Depths of Time
- Pocket Fishdom
- Gardenscapes
- Gardenscapes: Mansion Makeover
- Gardenscapes 2
- Farmscapes
- Barn Yarn

## 비판
플레이릭스는 AdMob과 같은 모바일 광고 플랫폼에서 사기 광고 또는 허위 광고를 하는 것으로 비판을 받고 있다. 《피시돔》, 《꿈의 마을》, 《꿈의 정원》 등 게임의 작품 광고에서 실제 게임 플레이가 아닌 장면을 광고로 하고 있다.

## 어워드(선택)
- 2016: 올해의 페이스북 게임 꿈의 정원[50]
- 2018: 모바일 게임 어워드 베스트 게임 관리 및 라이브 운영 부문 수상작 꿈의 정원[51]